# Escoles Velles de Begur
Les Escoles Velles de Begur és un edifici del municipi de Begur (Baix Empordà) inclosa en l'Inventari del Patrimoni Arquitectònic de Catalunya.

## Descripció
Es tracta d'un edifici aïllat, la planta del qual s'adapta al traçant del carrer de Bonaventura Carreras. És format per planta baixa i dos pisos, amb coberta de teula a dues vessants. Té un pati d'accés principal a la façana lateral i un altre pati posterior. Les obertures són en general allindanades, llevat de les del segons pis del carrer Bonaventura Carreras, que presenten arcs rebaixats; les del primer pis formen balcons. El parament de la planta baixa és de pedra artificial i s'allarga per carrer, cap a la dreta, formant la tanca del pati, on hi ha la porta d'accés. Els pisos superiors presenten maó arrebossat.
El centre allotja els serveis de sala d'exposicions, Ràdio Begur, llar d'infants, la biblioteca Salvador Raurich i l'arxiu municipal.

## Història
L'edifici de les Escoles Velles existia des del segle xix, si bé durant la dècada dels 50 d'aquest segle l'ajuntament de Begur el va constituir com a centre d'ensenyament públic després d'adquirir l'immoble, que estava dividit en dues propietats, i el va cedir al ministeri d'educació- el 24.2.1961 van ser inaugurades les escoles; tanmateix, la forta immigració dels anys 60, que van incrementar espectacularment la tendència demogràfica, va fer insuficient la capacitat física del centre escolar, i l'ajuntament proposà la construcció d'un de nou, que va ser inaugurat el 1977. després d'una etapa de degradació de l'edifici, l'any 1988 va ser aprovat un projecte de remodelació per a condicionar-lo com a centre cultural polivalent, a càrrec dels arquitectes Lluís M. Sandllehy i Josep Lluís Sanz; els nou centre es va inaugurar el 21 d'abril del 1991.